# 2004 FH
2004 FH è un asteroide near-Earth scoperto il 15 marzo 2004 nell'ambito del Lincoln Near-Earth Asteroid Research program (LINEAR), un programma di ricerca per l'individuazione sistematica dei NEO.
L'oggetto è all'incirca di 30 m di diametro e possiede la più bassa inclinazione orbitale tra gli asteroidi near-Earth conosciuti. Alle 22:08 UTC del 18 marzo 2004 è passato a soli 43.000 km dalla superficie terrestre. Per confronto, i satelliti geostazionari orbitano a 35.790 km.
2004 FH è un asteroide Aten, sebbene secondo alcune definizioni dovrebbe essere classificato tra i meteoroidi, avendo un diametro inferiore ai 50 m. Se questo oggetto avesse colpito la Terra, sarebbe probabilmente detonato nell'alta atmosfera. L'esplosione avrebbe probabilmente raggiunto le centinaia di chilotoni di TNT, ma non avrebbe potuto produrre alcun effetto al suolo. A dispetto delle sue ridotte dimensioni, resta comunque il terzo asteroide per dimensioni ad aver sfiorato la Terra ad una distanza inferiore a quella dell'orbita della Luna.
L'asteroide non eseguirà un passaggio ravvicinato al nostro pianeta fino al 2044, quando passerà a 1,4 milioni di km dalla Terra.

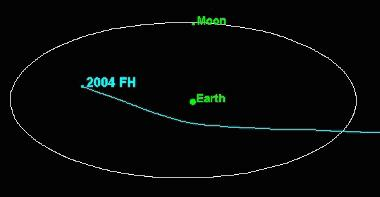
Traiettoria di 2004 FH nel sistema Terra-Luna